# 芭芭拉·格拉博夫斯卡
芭芭拉·格拉博夫斯卡（波蘭語：Barbara Grabowska，1954年11月28日—1994年8月12日），女，波兰演员。曾获得柏林国际电影节最佳女演员银熊奖。